# Mehmet Âkif Alakurt
Mehmet Âkif Alakurt (* 23. Juli 1979 in Fatsa) ist ein türkischer Schauspieler und Model.

## Leben
Nach Abschluss der Grund- und Sekundarschule in Istanbul begann Alakurt mit dem Modeln, indem er mit Hilfe seiner Mutter in die Agentur von Neşe Erberk eintrat. 1998 erhielt er die Titel Vielversprechend und Prinz der Türkei. Durch den Gewinn des Wettbewerbs Best Model of Turkey im Jahr 2001 war er berechtigt, die Türkei auf internationaler Ebene zu vertreten. Im selben Jahr wurde Alakurt Zweiter beim Wettbewerb Bestes Model der Welt. 2002 übernahm er eine Rolle in der Okey-Kondomwerbung. 
Mit seiner Rolle als Maraz Ali in der Adanalı-Serie, die im November 2008 ausgestrahlt wurde, schuf er sich eine riesige Fangemeinde. 2015 hörte er mit der Schauspielerei auf und ließ sich in Brasilien nieder. Später ließ er sich in einem Bauernhaus nieder und begann mit seinen Hunden zu leben. 2020 bekräftigte Alakurt, dass er nicht zur Schauspielerei zurückkehren werde.

## Filmografie
- 2003: Kırık Ayna
- 2004: Metro Palas
- 2005: Zeytin Dalı
- 2006: Hacı
- 2006–2008: Sıla
- 2008–2010: Adanalı
- 2008: Beyaz Show
- 2009: Star Haber
- 2009: Bahar Dalları
- 2011: Reis
- 2013: Fatih
- 2014: Emanet